# Tăng tốc... về phía em
Tăng tốc... về phía em (tiếng Anh: Fast and Feel Love; tiếng Thái: เร็วโหด..เหมือนโกรธเธอ) là một bộ phim hài Thái Lan năm 2022 do Nawapol Thamrongrattanarit làm đạo diễn, viết kịch bản và sản xuất, với sự tham gia diễn xuất chính của Urassaya Sperbund và Nat Kitcharit. Phim công chiếu lần đầu vào ngày 6 tháng 4 năm 2022 và được phân phối bởi GDH.

## Nội dung
Urassaya "Yaya" Sperbund vào vai Jay, một cô gái trẻ luôn tận tâm chăm sóc cho bạn trai của mình, Kao (Nat Kitcharit thủ vai), người đang cạnh tranh để trở thành vận động viên thể thao bộ môn xếp cốc nhanh nhất thế giới. Sau khi Kao bị Jay ruồng bỏ, anh phải học cách làm những công việc của một người lớn và cố gắng giành lại cô.

## Diễn viên
- Urassaya Sperbund vai Jay
- Nat Kitcharit vai Kao
- Anusara Korsamphan vai Metal
- Kanokwan Butrachart vai mẹ của Kao
- Wipawee Patnasiri vai Por
- Keetapat Pongruea vai Pai-Liu
- Lee Joo-hong vai Kang
- Kim Chan-young vai Woo
- Joshua Ugochukwu Ezunagu vai Edward
- Marvelous Ndigwe vai mẹ của Edward
- Napak Tricharoendech vai Yam

## Sản xuất
Vào ngày 24 tháng 10 năm 2021, dàn diễn viên của phim đã được công bố và bộ phim chính thức khởi quay. Đạo diễn Nawapol Thamrongrattanarit cho biết tác phẩm sẽ có nội dung ngắn gọn hơn tác phẩm trước của anh. Anh muốn khắc họa cuộc sống hàng ngày của những người trên 30 tuổi thông qua các câu chuyện gần gũi và nảy ra ý tưởng đưa bộ môn thể thao xếp cốc vào phim. Thời điểm đóng máy của bộ phim là vào ngày 26 tháng 12 năm 2021.
Nhiều buổi hội thảo của bộ phim đã được tổ chức trực tuyến thông qua Zoom do phong tỏa dịch COVID-19 tại Thái Lan. Sperbund từng nói rằng để vào vai nhân vật trong phim, cô đã nghe rất nhiều bài hát của ban nhạc rock Imagine Dragons.

## Chủ đề
Chủ đề chính của bộ phim tập trung vào cuộc sống hàng ngày và thách thức của những người đã đi qua độ tuổi 20 và bước vào tuổi 30.

## Nhạc phim
Có hai bài hát được dùng làm nhạc phim, bao gồm "เดี๋ยวจะทำตามความฝัน" (tạm dịch: "Tôi sẽ theo đuổi đam mê"), do ca sĩ TangBadVoice hát và viết lời và "บ้านของหัวใจ" (tạm dịch: "Ngôi nhà của trái tim") của Super Baker được hát lại bởi nữ ca sĩ Nadia Suthikulpanich sau bài hát cô hát gần nhất là bài "ของฝากจากทะเล" (tạm dịch: "Quà lưu niệm từ biển") vào năm 2007.

## Phát hành
Fast and Feel Love công chiếu lần đầu tại Thái Lan vào ngày 6 tháng 4 năm 2022, cũng là Ngày tưởng niệm Chakri và phân phối bởi GDH. Phim đã có một buổi chiếu đặc biệt ở Paragon Cineplex thuộc trung tâm mua sắm Siam Paragon. Trước đó, trailer đầu tiên của bộ phim được phát hành vào ngày 7 tháng 3 năm 2022. Buổi hợp báo ra mắt bộ phim sau đó được tổ chức tại trung tâm mua sắm EmQuartier ở Băng Cốc, Thái Lan và phát sóng trực tiếp thông qua Facebook. Tại Việt Nam, bộ phim có tựa đề Việt hóa là Tăng tốc... về phía em và phát hành trên toàn quốc từ ngày 29 tháng 4 năm 2022.
Vào tháng 7 cùng năm, bộ phim đã được chọn làm tác phẩm mở màn tại Liên hoan phim Châu Á New York lần thứ 21 (NYAFF) và trình chiếu quốc tế tại Rạp Walter Reade thuộc Trung tâm Lincoln ngày 15 tháng 7. Bộ phim cũng được mời tham dự Liên hoan phim quốc tế Fantasia lần thứ 26 và công chiếu lần đầu tại Canada vào ngày 18 tháng 7 năm 2022.

## Đón nhận và giải thưởng
Samuel Jamier, giám đốc điều hành của NYAFF, đã đánh giá bộ phim có tiết tấu nhanh với những khoảnh khắc vui nhộn. Ông cũng nhận xét, "Giống như nội dung phim, bộ môn thể thao xếp cốc không có sự phân biệt về giới tính, độ tuổi và biên giới, và đó thực sự là một nhân tố thay đổi cục diện trò chơi". Bài bình luận của báo VnExpress chấm điểm cho bộ phim 7,7 trên thang điểm 10, theo đó nhận xét tác phẩm thành công trong việc "truyền tải một câu chuyện trọn vẹn và để lại nhiều suy tưởng cho người xem", bất chấp việc bộ phim chọn một lối kể chuyện "có phần thiếu nghiêm túc", đồng thời khen ngợi đạo diễn khi "đưa ra hàng loạt tình huống bất ngờ và cách xử lý "không giống ai" [...] một cách bài bản, tinh tế" dù còn có nhiều chi tiết dài dòng và không liên quan đến tuyến truyện chính.

### Giải thưởng
| Năm  | Giải thưởng                               | Hạng mục                | (Người) đề cử          | Kết quả   | Nguồn        |
| ---- | ----------------------------------------- | ----------------------- | ---------------------- | --------- | ------------ |
| 2022 | Liên hoan phim Châu Á New York lần thứ 21 | Ngôi sao Châu Á mới nổi | Urassaya Sperbund      | Đoạt giải | [ 1 ] [ 13 ] |
| 2022 | Liên hoan phim Châu Á New York lần thứ 21 | Uncaged Awards          | Tăng tốc... về phía em | Đề cử     | [ 1 ] [ 13 ] |